# Бруссард (Луизиана)
Бруссард (англ. Broussard) —  город преимущественно в приходе Лафейетт (частично заходит в Сент-Мартин) в штате Луизиана в Соединённых Штатах Америки. Является частью статистической области Лафейетт.
Согласно проведённой в 2020 году переписи населения США, число жителей города составляло 13 417 человек; это 23-й в штате город по численности населения.

## История
Первоначально община называлась «Côte Gelée» (букв. Замерзший Холм) из-за холмистой местности и суровой зимы. Бруссард был основан в 1884 году. Он был назван в честь Вальсина Бруссара, местного торговца, который организовал местные силы самообороны после того, как его магазин был ограблен. Он был прямым потомком Жозефа Бруссара, одного из первых 200 акадийцев, прибывших в Луизиану 27 февраля 1765 года на борту «Санто-Доминго».
Бруссард прошел путь от конно-повозочного сообщества с большими домами на плантациях сахарного тростника до современного промышленного сообщества с более чем 300 предприятиями. Он получил статус города в ноябре 2002 года.

## География
Большая часть городских границ Бруссарда находится в приходе Лафейетт, но небольшая восточная часть города заходит на территорию соседнего прихода Сент-Мартин, столица которого Сент-Мартинвилл расположена примерно в 10 милях (16 км) к востоку от Бруссарда (города соединяет шоссе штата Луизиана LA 182).
По данным Бюро переписи населения США, общая площадь города составляет 11,4 квадратных миль (29,6 км2), из которых 11,4 квадратных миль (29,5 км2) приходится на сушу, а 0,04 квадратных мили (0,1 км2) (0,18%) — на водную поверхность.